# Branch (rivière de Nouvelle-Zélande)
Pour les articles homonymes, voir Branch.
La rivière Branch  (anglais : Branch River) est un cours d’eau de la région de Marlborough dans l’Île du Sud de la Nouvelle-Zélande, et un affluent droit de la rivière Taylor.

## Géographie
C’est un court affluent de la rivière Taylor en rive droite, s’écoulant vers le nord sur 10 km pour rencontrer la rivière Taylor à 12 km au sud de la ville de Blenheim.